# مرچایوتسی
مرچایوتسی (به صربی: Mrčajevci) یک روستا در صربستان است که در Moravica District واقع شده‌است.
 مرچایوتسی ۲۳٫۲۵ کیلومتر مربع مساحت و ۲٬۷۶۷ نفر جمعیت دارد و ۲۱۴ متر بالاتر از سطح دریا واقع شده‌است.